# Jasmine Bugarín Rodríguez
Jasmine María Bugarín Rodríguez (Nayarit, 27 de octubre de 1986) es una política mexicana, miembro actual del Partido Verde Ecologista de México (PVEM) y con anterioridad del Partido Revolucionario Institucional (PRI). Ha sido en dos ocasiones, diputada federal.

## Biografìa
Es licenciada en Derecho por la Universidad Autónoma de Nayarit y cuenta con estudios de diplomados en Derechos Humanos, Seguridad Pública y Procuración de Justicia, y sobre Violencia de Género.
De 2008 a 2011 fue subdirectora de Registro Civil, asesora jurídica y defensora de los derechos humanos en el ayuntamiento del municipio de La Yesca en Nayarit, mismo del que fue regidora suplente de 2011 a 2014. Simultáneamente, de 2011 a 2013 fue representante general del PRI en La Yesca, en 2012 coordinadora de la Unidad Móvil Sur del Instituto para la Mujer Nayarita y de 2013 a 2014 fue directora del Departamento Enlace DIF en la Secretaría de Desarrollo Social de Nayarit.
De 2012 a 2014 fue también presidenta del Frente Juvenil Revolucionario en La Yesca y en 2014 coordinadora del Comité para el Desarrollo Comunitario (COPADE) en el mismo municipio. En las elecciones de 2014 fue elegida diputada a la XXXI Legislatura del Congreso del Estado de Nayarit por el distrito 6 local, legislatura que concluiría en 2018. En ella fue integrante de las comisiones de Investigación Legislativa; de Justicia y Derechos Humanos; de Asuntos Indígenas; de Salud y Seguridad Social; de Industria; de Comercio y Turismo; y, Especial de Gran Jurado.
Sin embargo al año siguiente de su elección, se separó del cargo para ser postulada candidata del PRI a diputada federal por el Distrito 3 de Nayarit. Resultó elegida para la LXIII Legislatura de 2015 a 2018, y en la Cámara de Diputados fue secretaria de las comisiones de Juventud; Para el fomento de los programas sociales para los adultos mayores; y, de Relaciones Exteriores; así como integrante de las comisiones de Turismo; y, de Gobernación.
Se separó del cargo de diputada federal mediante licencia del 26 de enero al 2 de julio de 2018 para ser candidata a Senadora por Nayarit en primera fórmula por el PRI en los comicios de dicho año. Quedó en tercer lugar de los resultados electorales, por lo que no le correspondió asumir ninguna senaduría y retornó a su curul de diputada hasta el término de la legislatura el 31 de agosto del mismo año.
El mismo 2018 fue aspirante a la presidencia estatal del PRI en Nayarit, pero no logró el cargo. En 2019 renunció a su militancia en el PRI y se unió el Partido Verde Ecologista de México. En 2021 fue postulada candidata de la coalición Juntos Hacemos Historia por el Distrito 2 de Nayarit, resultando elegida a la LXV Legislatura que ejerció de 2021 a 2024. En dicha legislatura fue integrante del grupo parlamentario del PVEM y secretaria de la comisión de Cambio Climático y Sostenibilidad; así como integrante de las comisiones de Infraestructura; y, de Salud.